# Archezoa
Archezoa Cavalier-Smith, 1983 foi um reino proposto por Thomas Cavalier-Smith, para eucariontes que divergiram antes da origem da mitocôndria. Superficialmente eram similares aos outros Protozoa, sendo eucariontes unicelulares, fagotróficos ou micopinocitóticos e não-fotossintéticos. Entretanto, na organização celular fundamental eram radicalmente diferentes, não possuindo mitocôndria, peroxissoma, hidrogenossoma e dictiossomo bem desenvolvido, e com ribossomo 70S, como nas bactérias, ao invés do 80S dos demais protozoários.
O reino inicialmente era constituído por três filos, Archamoebae, Metamonada e Microsporidia. Posteriormente, em 1998, Cavalier-Smith, reorganizou a classificação, e o táxon Archezoa foi reduzido a subreino dentro do reino Protoza, com dois filos, Metamonada e Trichozoa. Em 2002, novamente o táxon foi alterado, sendo então reduzido a superfilo, no infrareino Excavata, do subreino Corticata do reino Protozoa, e contendo dois filos, Metamonada e Parabasalia.
A ausência da mitocôndria, peroxissoma e dictiossoma nos três filos é resultado de perda secundária e independente, não justificando o agrupamento destes num táxon maior, ou a separação desses filos num reino distinto do Protozoa. O termo Archezoa foi então abandonado.